# Брейния
Брейния (лат. Breynia) — род древесных растений семейства Филлантовые. Распространены в Юго-Восточной Азии, Китае, Индии, Австралии, на острове Реюньон.

## Культивирование
Среди растений этого рода культивируют большей часть только Breynia disticha, более известную в литературе по садоводству как Breynia nivosa — Брейния снежная, имеющую зелёные листья с белыми мраморными разводами. Как комнатная культура чаще встречается форма "розовоцветная" (roseopicta), названная так по похожим на цветки белым, розовым. зелёным листьям. В условиях оранжереи она вырастает большим кустом, в условиях квартиры растёт небольшим кустом с изящными ветками, усеянными красиво окрашенными листьями. В качестве комнатного растения начало распространяться в 1980-е гг.
Уход в комнатной культуре
- Температура: умеренная, зимой не ниже 16 °C.
- Освещение: яркий рассеянный свет.
- Полив: в период роста почва должна быть постоянно влажной. Умеренный полив зимой.
- Влажность воздуха: требует частого опрыскивания листьев, необходима высокая влажность воздуха.
- Пересадка: раз в два года весной
- Размножение: стеблевыми черенками летом. Готовя черенки, отрезайте их «с пяткой».

## Виды
По информации базы данных The Plant List (2013), род включает 38 видов:
- Breynia baudouinii Beille
- Breynia calcarea (M.R.Hend.) Welzen & Pruesapan
- Breynia carnosa Welzen & Pruesapan
- Breynia cernua (Poir.) Müll.Arg.
- Breynia collaris Airy Shaw
- Breynia coriacea Beille
- Breynia coronata Hook.f.
- Breynia discigera Müll.Arg.
- Breynia disticha J.R.Forst. & G.Forst. typus[3] [syn.  Breynia nivosa (L.) Hoffmanns. — Брейния снежная]. У этого вида зелёные листья имеют беломраморные разводы.
- Breynia diversifolia Beille
- Breynia fleuryi Beille
- Breynia fruticosa (L.) Müll.Arg.
- Breynia glauca Craib
- Breynia grandiflora Beille
- Breynia heyneana J.J.Sm.
- Breynia indosinensis Beille
- Breynia lithophila Welzen & Pruesapan
- Breynia massiei Beille
- Breynia microphylla (Kurz ex Teijsm. & Binn.) Müll.Arg.
- Breynia mollis J.J.Sm.
- Breynia oblongifolia (Müll.Arg.) Müll.Arg.
- Breynia obscura Welzen & Pruesapan
- Breynia platycalyx Airy Shaw
- Breynia podocarpa Airy Shaw
- Breynia pubescens Merr.
- Breynia racemosa (Blume) Müll.Arg.
- Breynia repens Welzen & Pruesapan
- Breynia retusa (Dennst.) Alston
- Breynia rhynchocarpa Benth.
- Breynia rostrata Merr.
- Breynia septata Beille
- Breynia stipitata Müll.Arg.
- Breynia subangustifolia Thin
- Breynia subindochinensis Thin
- Breynia tonkinensis Beille
- Breynia vestita Warb.
- Breynia virgata (Blume) Müll.Arg.
- Breynia vitis-idaea (Burm.f.) C.E.C.Fisch.